# Wetzlar
Wetzlar (pronunciación en alemán: /ˈvɛt͡slaːʁ/ⓘ) es una ciudad del estado federado de Hesse y capital del distrito del Lahn-Dill. Localizada a orillas del río Lahn, en 2019 tenía aproximadamente 53 000 habitantes.

## Historia

### Prehistoria
La fecha de fundación de la ciudad no se sabe hasta ahora. Hubo establecimientos de la “cultura lineal de la cerámica” en los límites occidentales de la ciudad, al menos desde el V milenio a. C., y también establecimientos romanos en los límites occidental y oriental de la ciudad, a partir del siglo V a. C. que duraron unos 1400 años. Los establecimientos romanos al oeste de la ciudad apenas se han estudiado. Existe una vieja red romana de carreteras. El nombre “Wetzlar” probablemente date de entre los siglos III al VIII. La terminación-lar sugiere que la ciudad probablemente ya existía en el siglo III, por lo que el origen puede ser céltico o franco (atribuyéndose en este último caso a las defensas de madera alrededor de la ciudad). Conradine Gebhard cuenta en el Wetterau que en 904 el duque de Lorena tenía una iglesia llamada "del Salvador", consagrada en 897 y edificada sobre estructuras anteriores. A principios del siglo X se fundó el Marienstift (Monasterio).

### Ciudad imperial libre

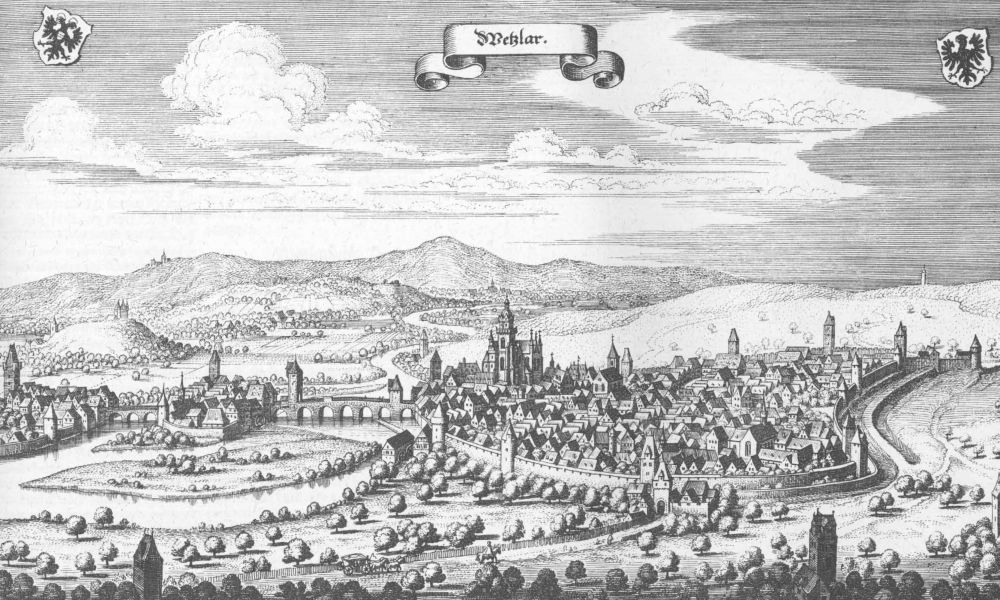
Representación de Wetzlar en el (1655).

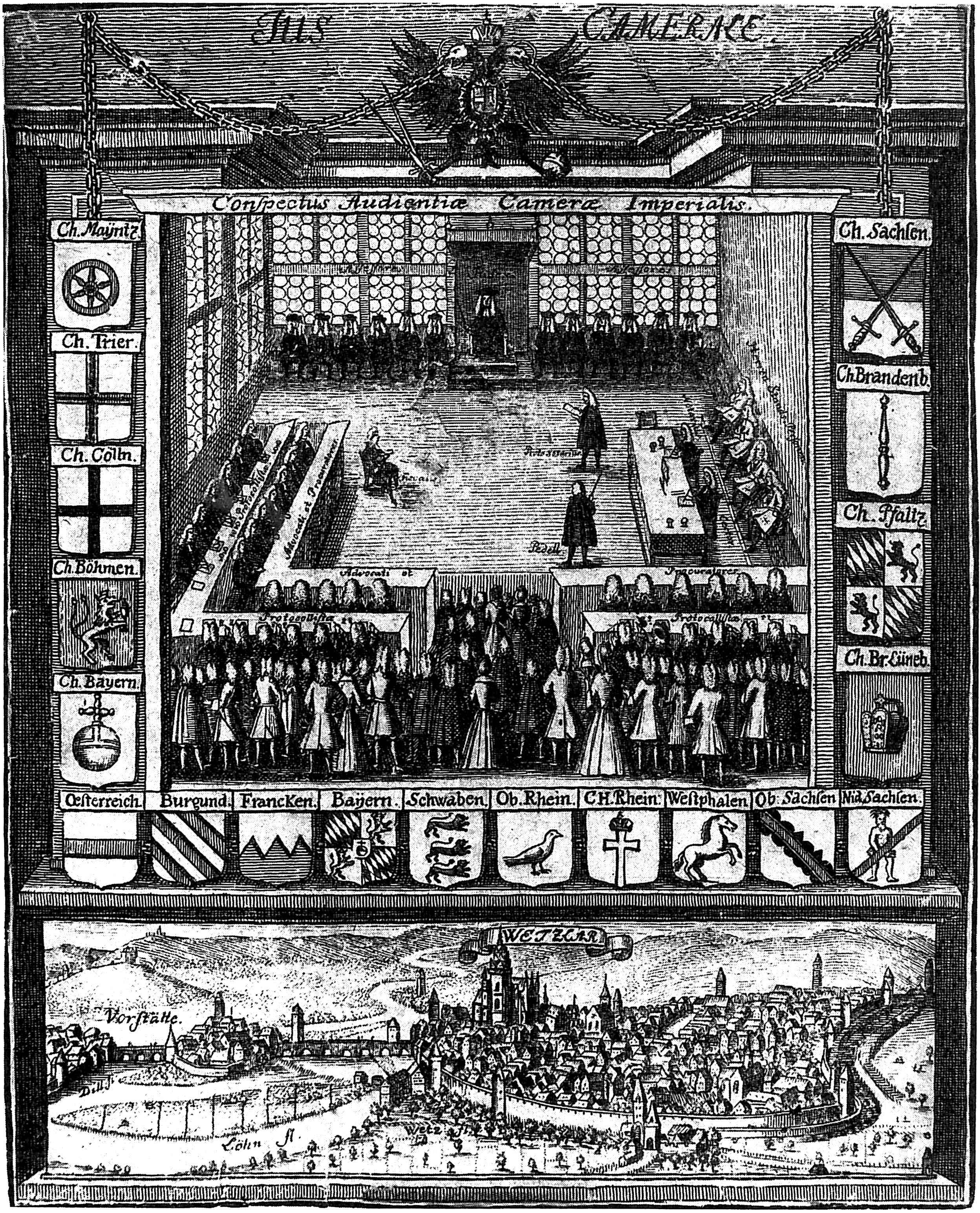
Cámara de la corte imperial.

Con fecha desconocida, a Wetzlar se concedieron los derechos de mercado, y con ellos el derecho a cobrar impuestos. En un año, se fundó una asociación de mercaderes. Los precursores del monasterio fueron seguramente parte del punto de cristalización del mercado al que acudían los creyentes, los comerciantes y los artesanos satisfechos, sobre todo los días de fiesta. El emperador Federico I Barbarroja de Hohenstaufen creó un Reichsvogtei, y en 1180 puso a los ciudadanos de Wetzlar al mismo nivel que Fráncfort. Wetzlar se convirtió en una ciudad imperial libre y guardó esta distinción hasta 1803.
Para la protección de la ciudad, y para asegurar el Wetterau como provincia imperial, el emperador amplió sobre Wetzlar el castillo imperial (Reichsburg). El origen del castillo, conocido como Kalsmunt, no está claro. La explicación siguiente no puede ser eliminada: Kals- = Karls y ≈ del munt vasallo, es decir, una Lieja de la corte Frankish. Así se parecería ser un caso de un trabajo del edificio a partir del tiempo de Carlomagno (“Carlomagno” es “Karl der Große” (en 748 a 814 a. C.) - en alemán). La invención imperial fue pulsada en Kalsmunt. El camino comercial, que cruzaron el Lahn en Wetzlar, la producción del hierro de la ciudad, a la cual el mercado del hierro todavía testimonia, el molino que tejía de las lanas y el broncear se parecía una buena base sobre la cual desarrollar la ciudad más lejos. En 1285 vino el “emperador falso” Dietrich Holzschuh, llamado Tile Kolup, que demandó ser Frederick II, el emperador romano santo (quién había muerto realmente en Italia en 1250) a Wetzlar. Cuando el rey legítimo, Rodolfo I de Habsburgo oyó hablar de esto y vino a Wetzlar, el azulejo agarrado los líderes Kolup de la ciudad y lo dio encima. Lo condenaron, como un brujo un herético y blafemar, a una muerte ardiente, que sufrió al día siguiente adentro el Wetzlar en la estaca. Hasta 1250, la mayor parte de los fortalecimientos de la ciudad, que poder del restos todavía se vea hoy, eran completos. Por el centro del siglo XIV, es contada, la población de la ciudad era 6.000, haciéndote por los estándares del tiempo una “ciudad”. Cerca de 1350, el alto punto del desarrollo de la ciudad en la Edad Media fue alcanzado. las peleas Década-largas con las cuentas de Solms, que intentaban hacer Wetzlar en una ciudad del Solms-dominio, amenazaron el camino comercial vital. El emperador apoyó la ciudad, no obstante en vano. La ciudad hundió en deuda y en 1387 cayó bajo administración forzada; sin embargo, fue incorporada en la liga de suoba de ciudades. La declinación de la ciudad condujo para el final de la Guerra de los Treinta Años a una gota en la población, a 1500.
Un movimiento de la suerte vino la manera de Wetzlar en 1689 en que la tribunal más superior sacro Imperio Romano Germánico, el Reichskammergericht (Cámara de la corte imperial) fue movida desde Espira a Wetzlar después de que la primera hubiera sido devastada gravemente por el francés en la guerra de la sucesión de Palatinado. Además de Viena (residencia del emperador) y de Ratisbona (asiento de la dieta imperial) Wetzlar ganó así una función central dentro del sacro Imperio Romano Germánico y aunque seguía siendo una ciudad minúscula él fue mirado como uno de sus capitales. En el verano de 1772, Johann Wolfgang von Goethe estaba en el Reichskammergericht como aprendiz. Su novela que las cuitas del joven Werther son inspirados por los acontecimientos verdaderos, Goethe vino saber en Wetzlar. En 1803 Wetzlar vino bajo regla de Karl Theodor Antón Maria von Dalberg, el Archchancellor del imperio romano santo y un aliado cercano de la American National Standard de Napoleón Bonaparte perdió así su estado como ciudad libre. Con la disolución del imperio en 1806, la gran corte también resolvió su extremo. Fue substituida por una escuela de la ley fundada por el príncipe-arzobispo de Ratisbona Karl Theodor von Dalberg. Después del congreso de Viena, el área pasada al Prusia en 1815, y en 1822 se convirtió en el asiento del distrito recién formado de Wetzlar, que en un sentido administrativo era parte más adelante de la Renania prusiana (aunque Wetzlar no se identifica en cualesquiera estaba como ciudad “renana”).

### Tiempo de la industrialización
La industrialización comenzó una vez que el Lahn se convirtió en un canal navegable. Con la apertura de dos líneas ferroviarias en 1862-1863 (el Lahntalbahn, de Wetzlar a Coblenza, y el ferrocarril de Colonia-Gießen), la ciudad se encontró conectada a los mercados de materias primas y eléctrico, convirtiéndose en una ciudad industrial. En 1869, solo en el área municipal, 100 minas de mineral estaban en funcionamiento. El primer alto horno de Wetzlar, construido por los hermanos Buderus, entró servicio en 1872. También, compañías ópticas y de mecánica de precisión mundialmente famosas como Leitz (Leica), Hensoldt (Zeiss), Pfeiffer, Philips, Loh, Seibert, Hollmann, y muchos otros instalaron tiendas en la ciudad. Durante más de cien años, el mineral de hierro encontrado en el área del Lahn-Dill (hematita) fue trabajado en las acerías de Sophienhütte. En 1887, las minas de hierro fueron cerradas, interrumpiéndose el proceso por la Primera Guerra Mundial, debiado a que el mineral extranjero de las minas se vendía a precios bajos en el mercado mundial. En 1926, la minería acabó en conjunto.

### La ciudad delsigloXX
Con la industrialización, la ciudad traspasó sus límites medievales. En 1903 vino la unión de Niedergirmes con sus trabajos industriales extensos y la vecindad del ferrocarril. Al final de la Primera Guerra Mundial, la población alcanzaba los 15 000 habitantes. Debido a problemas de transporte, un ringroad fue construido en al oeste de la vieja ciudad (Altstadt), tomando la carga del viejo puente de piedra a través del Lahn construyendo otro puente. En la Segunda Guerra Mundial, la ciudad, también se convirtió en el blanco de los bombardeos aliados, que destruyeron gran parte de los barrios y del Niedergirmes del ferrocarril. La vieja ciudad histórica, sin embargo, se vio libre de los ataques aéreos. Al término de la Segunda Guerra Mundial 1945, Wetzlar se encontró en la zona americana de la ocupación, y más adelante, una vez que los nuevos límites fueron establecidos, en el estado federal de Hesse. En los años 50, debido a las masivas emigraciones de gente desplazada y de refugiados, la población de la ciudad se había doblado, alcanzando los 30 000 habitantes. El 1 de enero de 1977, como parte de las reformas municipales de Hesse, Wetzlar se unió a la ciudad vecina de Gießen y a catorce comunidades periféricas para formar la ciudad de Lahn. Esta ciudad distrito-libre tenía cerca de 156 000 habitantes. La unión resultó muy impopular, y después de una persistente protesta - no lo menos de todos de Wetzlar - la ciudad de Lahn fue disuelto el 31 de julio de 1979. Wetzlar se convirtió de nuevo una ciudad independiente. Las reformas municipales, sin embargo, hicieron que Wetzlar ganase ocho nuevas comunidades periféricas en el reparto, ampliándose su área urbana y población considerablemente. Por otra parte, Wetzlar tiene desde entonces el asiento del Lahn-Eneldo-Kreiso.

## Administración
Barrios: Blasbach, Dutenhofen, Garbenheim, Hermannstein, Münchholzhausen, Nauborn, Naunheim, Steindorf.

## Geografía
Wetzlar está situada en el área del Lahn-Dill en Hesse medio en el río Lahn, no lejos de su cambio en la dirección del sur al oeste, en las alturas próximas de la boca del eneldo. La ciudad está localizada en una división entre las gamas bajas de la montaña del Hesse. El sur del Lahn está el Taunus; el norte del Lahn y al oeste del eneldo comienza el Westerwald; el norte del Lahn y al este del eneldo comienza el Rothaargebirge. El punto más alto dentro de límites de la ciudad es el Stoppelberg en 401 m sobre nivel del mar. Las ciudades vecinas y las ciudades de Wetzlar son Gießen (encima del Lahn del centro al centro cerca de 12 kilómetros), Coblenza 80 kilómetros abajo del Lahn, Limburg 40 kilómetros al oeste, Siegen 50 kilómetros al noroeste, del Dillenburg 30 kilómetros al norte, del Marburgo 30 kilómetros al noreste y de la Fráncfort del Meno 60 kilómetros al sur. Wetzlar y Gießen son los dos corazones de esta (cerca de 200 000 habitantes) aglomeración urbana pequeña en Hesse medio. A lo largo de los valles del Lahn (este y del oeste) y del eneldo (norte) están El monte bajo se extiende alrededor de Wetzlar al noroeste, noreste y al sur, está poblado por vegetación tupida.

## Cultura
Las características arquitectónicas más notables son su disposición escarpada y la estrechez de la casco urbano medieval. La catedral de la piedra arenisca de Santa Maria fue comenzada en el siglo XII como edificio románico. A su terminación el núcleo del edificio siguió un proyecto de estilo gótico. La iglesia nunca fue acabada, como un steeple sigue siendo inacabado. La catedral sufrió severos daños en la Segunda Guerra Mundial por el bombardeo aéreo, pero fue restaurada en los años 1950. Junto a la ciudad existen ruinas de varias torres de albañilería dispuestas a lo largo del río.

### Ciudad histórica
El conjunto firmemente tejido de edificios y de casas históricos en la vieja ciudad (Altstadt) con sus casas half-timbered y edificios de piedra románicos (catedral de Wetzlar) a gótico al renacimiento y al Barroco se encuentra en gran parte como estaba en el último décimo octavo siglo, preservado y restaurado. Así los grandes cuadrados de Buttermarkt/Domplatz (“mercado de la mantequilla/cuadrado de la catedral”), de Fischmarkt (“mercado de pescados”), de Eisenmarkt (“mercado del hierro”), de Kornmarkt (“mercado del maíz”), y del Franziskanerhof anterior (“yarda franciscana”), ahora llamado Schillerplatz.

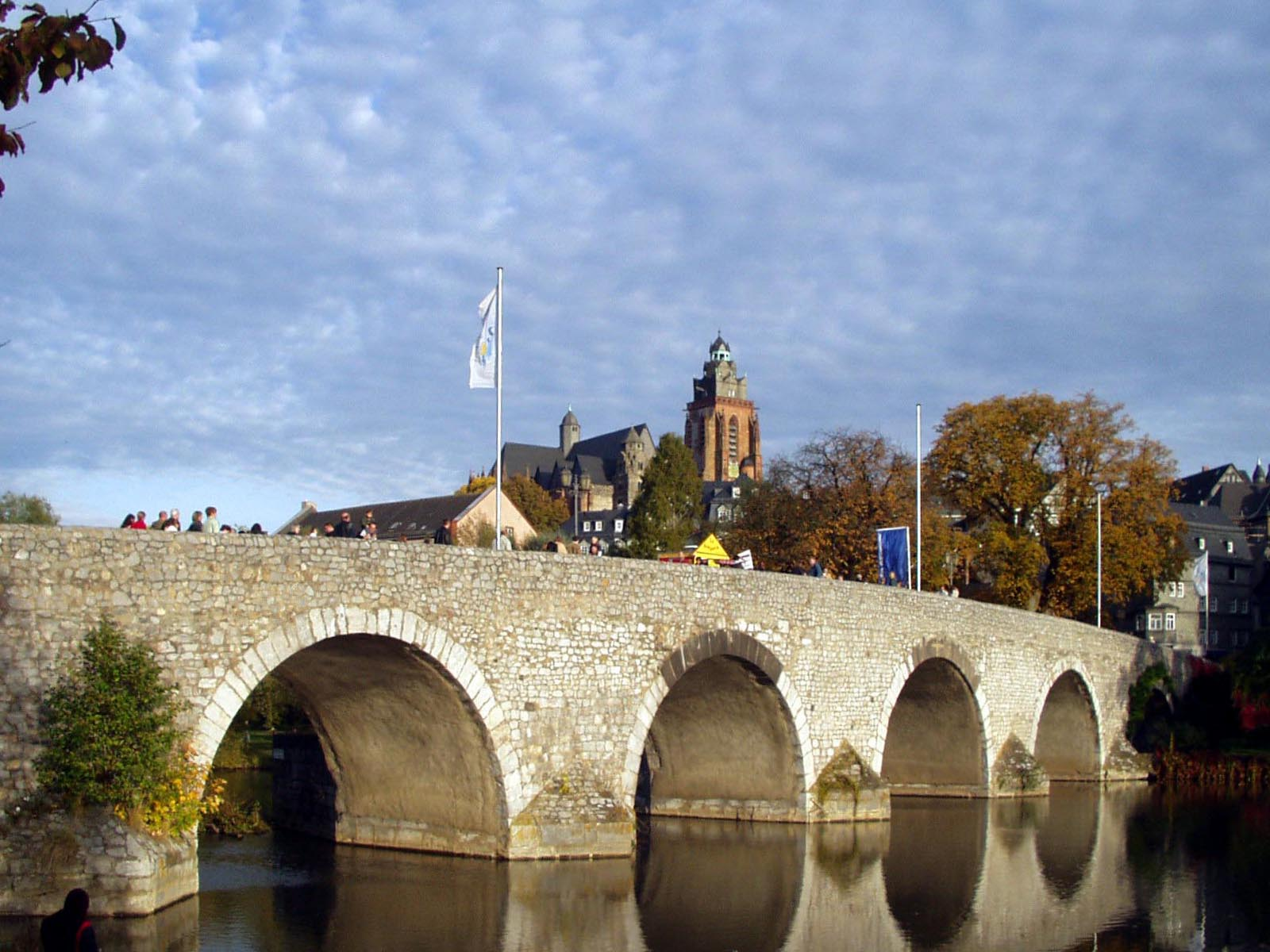
Viejo puente de Lahn.

En las antiguas ciudades periféricas de Langgasse y de Neustadt (“ciudad nueva”), conectadas con la vieja ciudad por el viejo puente de Lahn (Alte Lahnbrücke), existen un número de edificios históricos que se mantienen en pie y merecen la pena de visitar. La ciudad nueva, sin embargo, ha perdido su estilo medieval. El viejo puente de Lahn fue mencionado por primera vez en 1288. Se trata de un edificio concebido para servir como el pasillo de ciudad, construido en el siglo XIV mediados de, y que fue utilizado por el Reichskammergericht como sede y oficinas a partir de 1689 a 1806, después de varias remodelaciones. Todavía se conservan restos de la ciudad fortificada de los siglos XIII y XV, por ejemplo una torre que se conoce como el Schneiderturm (“torre del sastre”) o Säuturm (“torre puerca ”), el Kalsmuntpforte (“puerta de la puerca de Kalsmunt” - ver la historia) que era la puerta de la ciudad para el barrio anterior de Silhofen, también como la mayor parte de la pared de la ciudad.

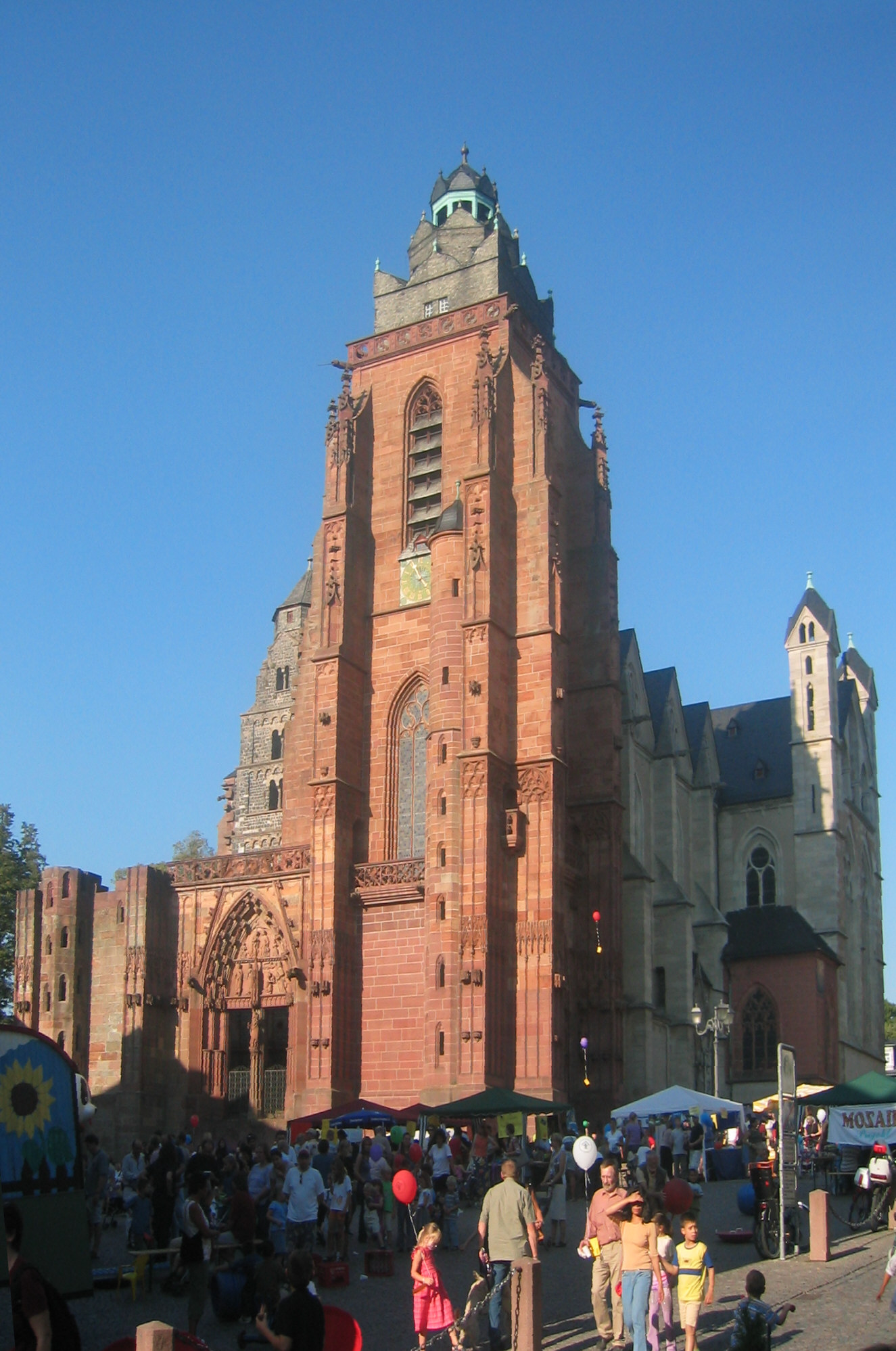
Catedral de Wetzlar.

El Wetzlarer Dom (catedral de Wetzlar) es uno de los edificios emblemáticos de Wetzlar. El trabajo constructivo comenzó por la catedral en 1230 y todavía no está terminado. Es sucesor de la “iglesia anterior del salvador” consagrada en 897. El monasterio y la iglesia de la parroquia fueron llamados catedral en el siglo XVII. Este nombre se empleó durante el tiempo que el Reichskammergericht funcionaba en Wetzlar (1689-1806), cuando el Elector-Arzobispo de Tréveris era preboste del monasterio.

## Ciudades hermanadas
- Aviñón, Francia
- Colchester, Británico
- Siena, Italia
- Neukölln, Alemania
- Písek, República Checa
- Schladming, Austria
- Ilmenau, Alemania
- Windhoek, Namibia
- Point Pedro, Sri Lanka
- Aparecida en São Paulo, Brasil